# 満仲勧
満仲 勧（みつなか すすむ，1980年〈昭和55年〉6月10日—）は、日本の男性アニメーター、アニメ監督。動画工房出身。

## 人物
野球が好きであり、高校野球を描いた『おおきく振りかぶって』ではアクション作画監督補でありながら、アクション作画監督の谷口淳一郎と共にアクション作画をほぼ全編手がけ、第24話「決着」では桐青の松永が空振って、膝から落ちる原画を担当。2番の松永は大振りをするようなバッターではなかったが、熱血度を上げていきたいという監督の水島努の期待に応え、野球の細かな動きまで追及したリアルな芝居で注目された。2010年に放送された続編『おおきく振りかぶって～夏の大会編～』からは正式にアクション作画監督へと就任。
『おおきく振りかぶって』以降、『侵略!イカ娘』や『よんでますよ、アザゼルさん。』など水島作品に関わることが多い。2014年に『ハイキュー!!』で初監督を果たす。
2017年2月19日に入籍を発表。
2021年12月1日、『名探偵コナン ハロウィンの花嫁』の監督を務めることを発表。また『ハロウィンの花嫁』監督や『名探偵コナン 警察学校編 Wild Police Story』原画の参加以前にも偽名で『名探偵コナン』へ過去参加していたことを明かしている。

## 作品リスト

### テレビアニメ
1997年
- ポケットモンスター（動画）

2001年
- 星のカービィ（- 2003年、原画）

2002年
- G-onらいだーす（原画）
- アソボット戦記五九（- 2003年、原画）

2003年
- L/R -Licensed by Royal-（原画）
- 妄想科学シリーズ ワンダバスタイル（原画）
- 鋼の錬金術師（- 2004年、原画）
- 藍より青し〜縁〜（- 2004年、原画）
- プラネテス ΠΛΑΝΗΤΕΣ（- 2004年、原画）

2004年
- 絢爛舞踏祭 ザ・マーズ・デイブレイク（原画）
- BECK MONGOLIAN CHOP SQUAD（原画）
- 舞-HiME（- 2005年、原画）
- ケロロ軍曹（- 2010年、脚本・絵コンテ・演出・作画監督・作画監修・作画監修補・ゲストデザイン・原画・OP原画・ED原画）

2005年
- リーンの翼（- 2006年、原画）

2006年
- BLACK LAGOON（原画）

2007年
- おおきく振りかぶって（作画監督補・アクション作画監督補佐・原画・OP原画）

2008年
- コードギアス 反逆のルルーシュ R2（原画）
- 薬師寺涼子の怪奇事件簿（演出・原画作監補佐・原画）
- ケメコデラックス!（原画）

2010年
- おおきく振りかぶって〜夏の大会編〜（アクション作画監督・OPアクション作画監督・脚本・絵コンテ・演出・原画・ED原画・第二原画）
- 侵略!イカ娘（脚本・絵コンテ・演出・原画・ED原画（12話）・第二原画）

2011年
- アスタロッテのおもちゃ!（OP原画）
- よんでますよ、アザゼルさん。（脚本・絵コンテ・ED絵コンテ（10話）・演出・原画・ED原画（10話））
- うさぎドロップ（絵コンテ・演出・原画）
- 侵略!?イカ娘（脚本・絵コンテ・演出）
- ちはやふる（- 2012年、原画）

2012年
- カンピオーネ!〜まつろわぬ神々と神殺しの魔王〜（副監督・絵コンテ・演出・原画・第二原画）

2013年
- キューティクル探偵因幡（監督・脚本・絵コンテ・演出・OP絵コンテ/演出）
- よんでますよ、アザゼルさん。Z（絵コンテ・演出・原画）
- ぎんぎつね（原画）

2014年
- ハイキュー!!（監督・絵コンテ・演出・OP絵コンテ/演出・アクション作画監督・原画）

2015年
- 純潔のマリア（原画）
- ハイキュー!! セカンドシーズン（- 2016年、監督・脚本・絵コンテ・演出・OP絵コンテ/演出）

2016年
- NARUTO -ナルト- 疾風伝（OP原画）
- ハイキュー!! 烏野高校 VS 白鳥沢学園高校（監督・脚本・絵コンテ・原画）

2017年
- ボールルームへようこそ（絵コンテ）
- 魔法陣グルグル（絵コンテ・演出）

2018年
- レイトン ミステリー探偵社 〜カトリーのナゾトキファイル〜（監督・絵コンテ・演出）

2019年
- 名探偵コナン（絵コンテ・OP絵コンテ）

2021年
- バクテン!!（絵コンテ）
- 名探偵コナン 警察学校編 Wild Police Story（原画）

### 劇場アニメ
2001年
- カウボーイビバップ 天国の扉（動画）

2002年
- ∀ガンダムII 月光蝶（動画）
- パルムの樹（動画）

2004年
- 犬夜叉 紅蓮の蓬莱島（原画）

2006年
- 超劇場版ケロロ軍曹（作監協力・原画）
- ブレイブストーリー（原画）
- 鉄コン筋クリート（原画）

2007年
- 超劇場版ケロロ軍曹2 深海のプリンセスであります!（作画監督・原画）

2008年
- 超劇場版ケロロ軍曹3 ケロロ対ケロロ天空大決戦であります!（作画監督・原画）
- Genius Party Beyond（原画）

2009年
- 超劇場版ケロロ軍曹 撃侵ドラゴンウォリアーズであります!（作画監督・原画）

2010年
- 宇宙ショーへようこそ（作画監督補佐）

2012年
- ももへの手紙（原画）

2015年
- 劇場版総集編 前編「ハイキュー!! 終わりと始まり」（監督・コンテ・演出・本編絵コンテ/演出）
- 劇場版総集編 後編「ハイキュー!! 勝者と敗者」（監督・コンテ・演出・本編絵コンテ/演出）

2017年
- 劇場版総集編「ハイキュー!! 才能とセンス」（監督・コンテ・演出・本編絵コンテ/演出/原画）
- 劇場版総集編 後編「ハイキュー!! コンセプトの戦い」（監督）

2019年
- 天気の子（原画）

2021年
- 劇場版 Fate/Grand Order -神聖円卓領域キャメロット- 後編 Paladin; Agateram（絵コンテ）
- 名探偵コナン 緋色の弾丸（絵コンテ・演出・原画）

2022年
- 鹿の王 ユナと約束の旅（原画）
- 名探偵コナン ハロウィンの花嫁（監督・絵コンテ・演出・原画）

2023年
- 君たちはどう生きるか（原画）

2024年
- 劇場版ハイキュー!! ゴミ捨て場の決戦（監督・脚本・絵コンテ・原画）

時期未定
- 劇場版ハイキュー!! VS 小さな巨人（監督・脚本）

### OVA
2007年
- 魔法少女隊アルス the Adventure（原画）

2008年
- デトロイト・メタル・シティDMC（原画）
- COBRA THE ANIMATION コブラ ザ・サイコガン（-2009年、原画）

2010年
- よんでますよ、アザゼルさん。（原画）

2014年
- ハイキュー!! リエーフ見参!（監督）

2016年
- ハイキュー!! セカンドシーズン VS"赤点"（監督）

### Webアニメ
- 【クーリスト】動くたび、涼しい。（2020年、絵コンテ・ディレクター）

### ゲーム
- レイトン教授と最後の時間旅行（2008年、原画）
- レイトン教授と魔神の笛（2009年、原画）
- レイトン ミステリージャーニー カトリーエイルと大富豪の陰謀（2017年、アニメーション監督・絵コンテ・演出・原画）

## 出演
- ハイキュー!! 烏野高校放送部!（2017年） 第55回ゲスト[11]